# 維爾紐斯區
維爾紐斯區是立陶宛維爾紐斯縣内的市镇，行政中心为维尔纽斯（为单独的市镇，不在本市镇辖区范围内）。市镇面積为2,129平方公里，2020年人口数量为100,158人。